# Miloš Jirko

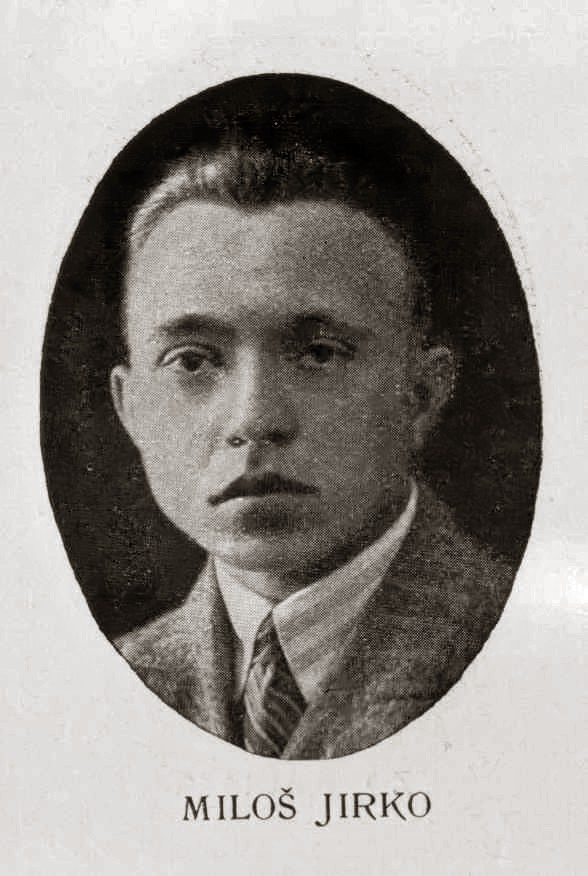
Miloš Jirko

Miloš Jirko (* 20. Januar 1900 in Němetice bei Valašské Meziříčí; † 24. Juni 1961 in Prag) war tschechischer Redakteur, Dichter, Bibliothekar und Übersetzer.

## Leben
Nach dem Besuch des Gymnasiums in Valašské Meziříčí von 1911 bis 1919, unterbrochen durch den  Militäreinsatz im Ersten Weltkrieg, studierte er moderne Philologie an der Karls-Universität in Prag und später an der Universität in Bratislava. 1924 beendete er das Studium und war bis 1930 als Redakteur bei der Zeitung Böhmisches Wort (České slovo) tätig. Ab 1940 war er als Bibliothekar der Hauptstadt Prag beschäftigt, danach wegen seiner Teilnahme am Widerstand eingesperrt. Nach dem Krieg arbeitete er als Bibliothekar bis 1948 weiter.
Er schrieb für die Publikationen Wege (Cesty), die Zeitschriften Juni (Červen), Stamm (Kmen), Gast (Host), Nord und Ost (Sever a východ), Lumír und die Volkszeitung (Lidové noviny). 
Seine Posie war durch Sensualismus bestimmt.

## Werke

### Gedichte
- Duben (1919)
- Cesta (1920)
- Znící svět (1922)
- Vyloupené milování (1924)
- K staré vlajce (1925)
- Vraždící pianola (1928)
- Zraje réva (1932)
- Modrý jas (1936)
- Vězeň u okna (1945)
- A přece! (1946)
- Hvězdy a pouta (1950)
- Hořící šalvěj (1959)
- Ptáci se vracejí (1961)

### Übersetzungen
- Erich Maria Remarque aus deutscher Sprache.

siehe auch Liste tschechischer Schriftsteller